# Folkelige Venstre
Det Folkelige Venstre, liberalt danskt politiskt parti bildat 1878 av tidigare medlemmar av Det Forenede Venstre.
Ledande företrädare var Viggo Hørup, Edvard Brandes och Christen Berg. 
Den sistnämndes medverkan till Köpenhamns befästning 1879 ledde till att flera partimedlemmar hoppade av och bildade en egen folktetingsgrupp "de udtrådte".
1884 skedde en brytning mellan de tre ovannämnda ledarna och partiet delades. Hørup och Brandes var med om att bilda Venstrereformpartiet medan Berg och hans anhängare gick samman med Det Moderate Venstre och bildade Det Danske Venstre.